# Ladwa
Ladwa is een stad en gemeente in het district Kurukshetra van de Indiase staat Haryana. 

## Demografie
Volgens de Indiase volkstelling van 2001 wonen er 22.439 mensen in Ladwa, waarvan 53% mannelijk en 47% vrouwelijk is. De plaats heeft een alfabetiseringsgraad van 71%. 